# Аревшатян, Сен Суренович
Сен Суренович Аревшатян (арм. Սեն Սուրենի Արևշատյան; 7 января 1928, Ереван — 25 июля 2014, там же) — армянский философ

, историк, с 1982 года по 2007 год — директор Матенадарана.

## Биография
Родился 7 января 1928 года в Ереване в семье писателя Сурена Каграмановича Аревшатяна (1896—1972) и его супруги Сусанны Христофоровны (1902—1992). Старший брат — Эдуард Суренович Аревшатян (1926—2007) — заслуженный архитектор Армянской ССР.
- 1946—1951 — Ереванский государственный университет.
- 1954—1957 — младший научный сотрудник сектора философии НАН Армении.
- 1957—1959 — старший научный сотрудник сектора философии НАН Армении.
- 1972—1979 — старший научный сотрудник, а с 1990 года руководитель группы Института философии и права НАН Армении.
- 1975—1978 — преподавал в Ереванском государственном университете.
- 1959—1982 — заведующий отделом, а с 1982 по 2007 — директор Матенадарана.
- 1986—1989 — учредитель председатель фонда культуры Армении.
- 1972 — Доктор философских наук.
- 1978 — Лауреат Государственной премии Армянской ССР.
- 1993, Париж — Действительный член международных академий Арарат.
- 1995, Москва — Действительный член естествознания и гуманитарных наук.
- 1996 — Академик Национальной академии наук Республики Армения.
- 1998 — Действительный член проблем изучения национальной безопасности.
- 2001 — Почётный гражданин Еревана.

## Награды
- Орден Трудового Красного Знамени (22 августа 1986).
- Медаль «За заслуги перед Отечеством» 1-й степени (16 сентября 2010) — по случаю 19-летия провозглашения независимости Республики Армения, за значительный вклад и многолетние заслуги в области науки и образования[4]
- Орден Армянской апостольской церкви «Святые Саак и Месроп» (2004).
- Кавалер ордена Искусств и литературы (Франция, 15 января 2009).
- Почётный гражданин Еревана (2001).

## Сочинения
- Аревшатян С. С. Формирование философской науки в древней Армении (V—VI вв.). Ереван, Издательство АН Армянской ССР. 1973. — 350 с.
- Аревшатян С. С. Философские взгляды Григора Татеваци. Ереван. Издательство Армянской ССР. 1957. — 181 с.
- Аревшатян С. Трактат Зенона-стоика «О природе» и его древнеармянский перевод. Предисловие, комментарии и перевод с древнеармянского.// «Вестник Матенадарана» № 3. Ереван, 1956.
- Аревшатян С. С. Платон в древнеармянских переводах. В кн.: Платон и его эпоха. Под ред. Кессиди Ф.Х. М. Наука. 1979.
- Аревшатян С. С. Давид Непобедимый — выдающийся философ Древней Армении. Серия: Научно-популярная литература. — М.: Наука 1980 г. 62 с.